# Christina Eleonora Mörner
Christina Eleonora Mörner af Morlanda, född 22 augusti 1735 i Ekeby församling, Östergötlands län, död 13 augusti 1786 i Hargs församling, Uppsala län, var en svensk grevinna, hovdam och statsfru.

## Biografi
Christina Eleonora Mörner af Morlanda föddes 1735 på Boxholms säteri i Ekeby socken. Hon var dotter till landshövdingen Adolf Mörner af Morlanda och Agneta Christina Ribbing af Zernava. Mörner blev 23 mars 1774 statsfru hos drottning Sofia Magdalena. Mörner avled på Harg i Hargs socken och begravdes på Hargs kyrkogård.

### Familj
Mörner gifte sig 22 juni 1762 i Örebro med överhovstallmästaren Carl Oxenstierna af Eka och Lindö (1737–1795).